# Фольклоризм

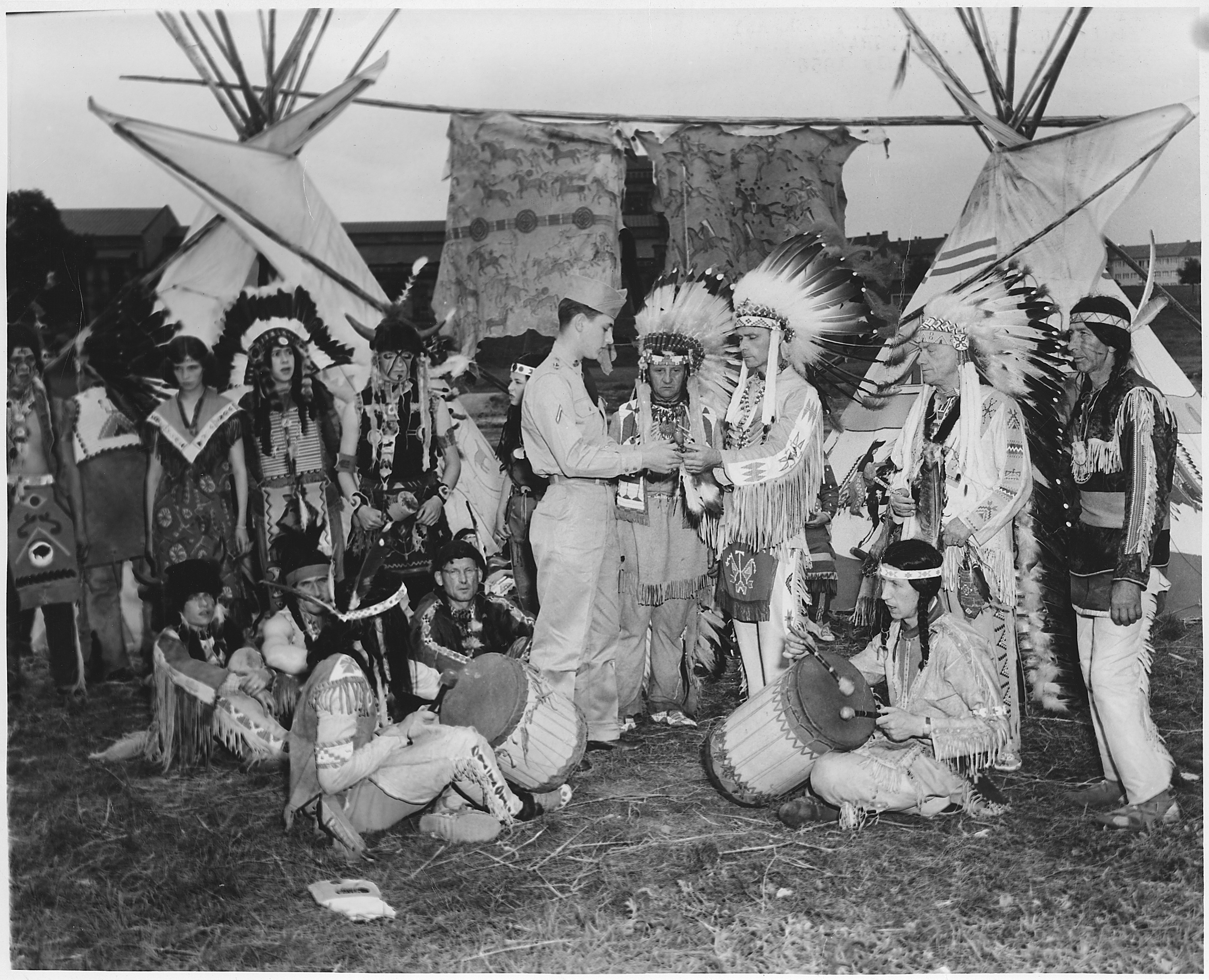
«Вождь» Вилли Линдер из «Гейдельбергского племени огалала» курит трубку мира. Немцы и солдаты одеты как индейцы, рядом с типи, в праздничных одеждах и c барабанами. Пример значительного интереса немцев к истории и культуре американского Запада. 1956

Фольклори́зм (англ. folklorismus) — использование фольклора в искусстве (театре, публицистике, поэзии и т. д.), а также осмысление, адаптация и изменение фольклора в иных географических и/или временных условиях, чем те, в которых создавалось то или иное произведение устного народного творчества. Кроме того, фольклоризм предусматривает использование широкого круга инструментов для модификации исходных фольклорных произведений, а также дает возможность для отражения традиционного фольклора в современной культуре.
Не следует отождествлять с фейклором — недостоверной, искусственной формой фольклора, создаваемой в политических целях.

## История исследования
Термин был предложен французским ученым по истории фольклора П. Себийо во второй половине XIX века. Ученый занимался исследованиями роли фольклора в жизни общества, а также его использования в культуре и искусстве. В XIX веке исследования, связанные с фольклоризмами, были единичными и прежде всего затрагивали проблемы взаимопроникновения «высокого» и «низкого» (народного) искусства.
Этой точки зрения придерживался, в частности, В. Г. Белинский, который писал:

«Хотя художественная русская литература развилась не из народной поэзии, однако первая, при Пушкине, встретилась с последнею, и вопрос о народной русской поэзии и теперь принадлежит к числу самых интересных вопросов современной русской литературы, потому что он сливается с вопросом о народности в поэзии».

Ещё одним сторонником этой позиции стал М. И. Глинка, которого неоднократно цитировал А. Н. Серов: «Создает музыку народ, а мы, художники, только её аранжируем».
Также исследователей того периода интересовало использование фольклора в части источниковедения, и в трудах рассматривалась история конкретного произведения.
В связи с развитием массовой культуры и появившейся необходимостью в построении национальной мифологии (в частности, в США и СССР) с начала XX века тематика использования фольклора стала особенно популярной. Одним из наиболее ярких примеров являются мультфильмы Disney. В частности, при создании мультфильма «Моана» активно использовались персонажи и сюжеты полинезийского фольклора.
Тогда понимание фольклоризма сменилось на заимствование фольклорных текстов, сюжетов, образов и элементов стиля. Об этом свидетельствуют работы М. К. Азадовского, Н. П. Андреева, Н. К. Пиксанова. Важным фактором, приведшим к росту интереса к этой тематике, стало влияние государственной идеологии, в которой отношение деятелей искусства к народному творчеству была одним из критериев приверженности революционно-демократическим тенденциям в литературе и искусстве.
В 1960—1970-е годы В. Е. Гусев предложил типологию фольклоризмов, которая может быть применена к современному исполнительскому творчеству:
1. аутентичные ансамбли с этнографическим уклоном, которые стремятся к максимально точному воспроизведению фольклора и объединяют музыкантов, певцов, поэтов, танцовщиков и танцоров;
2. «экспериментальные» ансамбли, целью которых является восстановление традиций фольклора и его жанров, которые были утрачены в «живом» виде;
3. коллективы, которые занимаются стилизацией фольклора, исполняя эти произведения в обработанном и/или адаптированном виде[4].

С 1979 года издается специальный журнал «Folklorism Bulletin».

## Основные характеристики
Фольклоризм включает в себя комплекс структурных элементов, которые отражают его сущность. К ним относится трансляция, адаптация и авторская интерпретация:
- Трансляция — это процесс передачи информации о специфике региональных традиций фольклора на современной сцене;
- Адаптация представляет собой сопряжение фольклорной традиции и временных и территориальных особенностей, в котором транслируется произведение, подчинение фольклора новым стандартам и вкусам зрителя;
- Интерпретация — это процесс приложения авторского видения к используемому материалу[6].

Фольклоризм обычно связывается с понятием народности. Эти понятия обладают взаимосвязью, но считать их тождественными нельзя, так как они имеют разную основу и обладают различным инструментарием.
Народность, отношение к народу, представляет собой эстетическую категорию содержательного порядка, которая не обладает идеологией и не имеет к ней никакого отношения. Так, народное произведение чаще всего отсылает к источнику в фольклоре, но может и не включать прямых фольклорных заимствований.
В свою очередь фольклоризм обязательно предполагает обращение к фольклору, так как он предусматривает работу с ним и его интерпретацию. В связи с этим критерий фольклорности выступает важнейшим показателем фольклоризма.
Связь фольклоризма с народным творчеством может быть как явной, так и косвенной. К примеру, наиболее явно такая связь прослеживается в языковой системе, а наиболее абстрактно и косвенно — на концептуальном уровне, уровне смыслов, сюжетов, идей, структуры. Во втором случае возможно говорить о наличии фольклоризмов в творчестве Н. Я. Мясковского или Д. Д. Шостаковича, которые не ссылались на фольклор напрямую.
При этом фольклоризм может не «выводить на уровень народности». В таких случаях концепции и парадигмы современного произведения и его первоисточника не совпадают или даже вступают в противоречие. Это происходит, например, при пародировании или стилизации, когда события, образные планы и концепции разобщаются.

## Современная классификация
Существует несколько вариантов классификации фольклоризмов. Один из них был предложен О. Ю. Трыковой для анализа способов взаимодействия русской литературы советского периода с фольклором. Так, выделяются несколько типов использования народного творчества в массовой культуре более позднего времени:
- структурное заимствование — использование фольклора на уровне структуры и концепции, как в примере Шостаковича и Мясковского;
- мотивное заимствование — применение определённых мотивов, но не полное использование фольклорных сюжетов;
- образное заимствование — использование определённых образов, ещё более косвенное применение фольклора; бывает двух типов:
  - прямое перенесение фольклорного образа в современное произведение;
  - использование образа на уровне ассоциаций, включение в произведение соответствующего подтекста;
- использование определённых приемов и средств народного творчества (эпитетов, инверсий, параллелизмов, анафор, антитез)[8].

Кроме того, Р. М. Ковалева приводит следующую типологию фольклоризма:
- органичный фольклоризм, характерный для эпохи смены монофольклорной традиции двухполюсной, одним из полюсов которой является нефольклорным;
- структурно-информативный фольклоризм — летописи, которые имеют фрагменты, относимые к аутентичному или иностранному фольклору;
- бытийный фольклоризм — произведения, имеющие в качестве основы народность и бытовой фон с исторически верными фольклорными деталями;
- порождающий фольклоризм — сюжет литературного, эпического, лирического или другого произведения, имеющий под собой фольклорную основу;
- конструктивный фольклоризм — подчинение элементов фольклора замыслу автора с различными целями с подчеркиванием их общей функциональной направленности[9].

## Примеры в литературе
К органичным фольклоризмам возможно отнести произведения крупной литературной формы, которые содержат прямые или косвенные указания на творчество автора. В качестве примера приводится «Махабхарата», «Одиссея», «Ригведа», «Калевала». Эти произведения называются фольклором нового качества.
К структурно-информативным фольклоризмам относятся славянские летописи.
Примеры бытийного фольклоризма — «Евгений Онегин» А. С. Пушкина, «Новая земля» Я. Коласа, «Кровь людская — не водица», «Правда и кривда», «Полесская хроника» И. Мележа, поэзия М. Малявки.
Порождающие фольклоризмы — это «Ночь перед Рождеством» Н. В. Гоголя, рассказы и притчи Л. Н. Толстого, а также «Мастер и Маргарита» М. А. Булгакова.